# Famiglia di San Jose
La famiglia di San Jose, conosciuta anche con il nome di famiglia Cerrito, è stata una delle tre potenti famiglie mafiose di Cosa nostra presenti nello stato della California. La "famiglia" controllava le attività criminali nella città di San Jose, e in altre zone della California, con propagazioni anche nello stato del Nevada e nel nord del Messico. La locale cosca fu formata alla fine degli anni dieci dai numerosi immigrati siciliani. Nel corso degli anni la "famiglia" ha mantenuto stretti rapporti di affari e collaborazione con le famiglie di San Francisco, Los Angeles, le cinque famiglie di New York, soprattutto con la famiglia Bonanno e le famiglie siciliane, soprattutto del Palermitano.

## Storia della famiglia

### Origini
Il primo boss ufficiale conosciuto della famiglia è stato Onofrio Sciortino, che guidò la cosca dall'inizio degli anni quaranta fino all'anno della sua morte, avvenuta il 10 settembre del 1959. Sciortino ebbe degli ottimi rapporti di amicizia con gli altri capi della mafia californiana, come Jack Dragna di Los Angeles, Francesco "Frank" Lanza e Anthony Lima di San Francisco, e con Joseph Bonanno e Joe Profaci di New York. Sciortino incrementò i profitti della cosca, con racket come traffico di droga, estorsioni, contrabbando di alcolici, usura, gioco d'azzardo, prostituzione e sindacati. Alla sua morte per cause naturali gli succedette alla guida della cosca il suo vicecapo Joseph Cerrito.

### Era di Joseph Cerrito
Dal settembre del 1959, con la morte di Sciortino, capofamiglia divenne il boss Joseph Cerrito. Cerrito era stato il vice dello stesso Sciortino e passerà alla storia come il più potente boss della storia di San Jose. Nativo di Palermo, Cerrito era considerato dalle autorità italiane e americane uno dei capi del traffico di droga dalla Sicilia verso gli Stati Uniti. Cerrito era uno degli uomini d'affari più influenti della città, e come attività legali era il proprietario di due grandi concessionarie di automobili, una a San Jose e una a Los Gatos. Alla fine degli anni sessanta fu accusato dalle autorità di un'estorsione a un Hotel di Reno nel Nevada, ma le accuse contro di lui caddero. Nel 1968 il magazine Life lo descrisse come il capo della Mafia di San Jose. Cerrito citò il giornale per diffamazione, ma il caso fu respinto. Joseph Cerrito morì di cause naturali nel 1978.

### Dal 1978 al 1983: Angelo Marino
Con la morte di Cerrito il nuovo Boss di San Jose diventa Angelo Marino. Marino era un leale capodecina durante il regno di Cerrito. Marino aveva stretti rapporti di affari con il sindaco di San Francisco ed era molto vicino al capomafia di San Francisco, Jimmy Lanza, e al consigliere della famiglia di Los Angeles, Frank Bompensiero. Suo padre era Salvatore Marino, da lungo tempo "uomo d'onore" della famiglia di Pittsburgh. Angelo Marino era il proprietario della "California Cheese Company", società che controllava l'85 per cento della distribuzione del formaggio in California. Marino fu incriminato nell'ottobre del 1977 assieme a suo figlio Salvatore, anche lui membro della cosca, per l'omicidio e il tentato omicidio di Orlando e Peter Catelli, padre e figlio e importanti "uomini d'onore" della stessa cosca. Il motivo dell'omicidio è dovuto a Peter Catelli, figlio di Orlando. Peter voleva entrare socio in alcune società di Marino, ma quando Marino si rifiutò, Peter Catelli mando alcuni dei suoi uomini nelle società di Marino, con lo scopo di estorcere 100.000 dollari.
A questo punto Angelo Marino ordinò l'omicidio di Peter Catelli al padre stesso Orlando Catelli, confidando nella sua lealtà verso la "famiglia mafiosa", ma quello che un tempo era stato un fedele soldato della cosca si rifiutò di assassinare il proprio figlio, e così Marino diede l'ordine ai suoi uomini di uccidere padre e figlio. Durante l'agguato Peter Catelli morì, mentre il padre Orlando anche se ferito sopravvisse e per vendicare il figlio decise di collaborare con le autorità. Orlando Catelli testimoniò davanti ai giudici che il mandante dell'omicidio di suo figlio Peter era il boss Angelo Marino e che gli esecutori materiali erano stati suo figlio Salvatore Marino e altri due soldati della "famiglia", Joseph Piazza e Thomas Napolitano. Tuttavia Marino, a causa della sua cattiva salute, evitò il processo per circa tre anni, continuando a gestire la "famiglia" dall'ospedale. Il 12 ottobre del 1980 Angelo Marino e suo figlio Salvatore furono condannati per omicidio di secondo grado e tentato omicidio, ma le condanne furono ribaltate in appello, e padre e figlio furono assolti dal resto delle accuse. Angelo Marino morì per uno scompenso cardiaco a causa del diabete, nel febbraio 1983.

### Dal 1983 al 1995: Manny Figlia e dissoluzione
Emmanuel Figlia è stato il boss della famiglia di San Jose dal 1983, anno della morte di Angelo Marino, fino al 1995, anno del suo ritiro. Figlia è morto nel 2008 per cause naturali a 91 anni.
Nel 1998 è stato rilasciato Salvatore Marino, figlio di Angelo, che probabilmente si è ritirato in affari legali. Negli anni 2000 molti membri che avevano fatto parte della famiglia sono morti di cause naturali (si tratta forse della famiglia più "anziana", visto che i membri sono morti tutti sui 80-90 anni), inclusi i soldati Vito Adragna e Thomas Napolitano, un tempo membri di spicco della cosca.
La cosca sarebbe, secondo una stima del 2000, composta da 20-25 "uomini d'onore", ma stando alle recenti perdite e allo (di fatto) scioglimento dell'organizzazione nel 1995, i pochi uomini rimasti si ritirarono attorno alla metà degli anni '90, contando su attività legali molto redditizie.
Le autorità la considerano estinta già dal 1995, preferendo investigare sulle crescenti e più pericolose gang di strada asiatiche e ispaniche.

## Leadership storica

### Boss
- 1942-1959 — Onofrio Sciortino — morto per cause naturali nel 1959.
- 1959-1978 — Giuseppe "Joseph" Cerrito — morto per cause naturali nel 1978.
- 1978-1983 — Angelo "Don Marino" Marino — morto di diabete nel 1983.
- 1983-1995 — Emmanuel J. "Manny" Figlia — ritiratosi nel 1995, morto per cause naturali nel 2009.

### Vicecapo
- 1942-1957 — Giuseppe "Joseph" Vicari — morto di cause naturali nel 1957.
- 1957-1959 — Giuseppe "Joseph" Cerrito — diventato boss nel 1959.
- 1963-1975 — Charles "Charlie" Carbone — morto per cause naturali nel 1975.
- 1975-1983 — Emmanuel J. "Manny" Figlia — diventato boss nel 1983.

### Consigliere
- 1942-1966 — Tommaso "Thomas" Nicosia — morto nel 1966.
- 1966-1972 — Philip Octavio Morici — morto per cause naturali nel 1972.
- 1972-1976 — Stefano "Steve" Zoccoli — morto di cause naturali nel 1976.
- 1976-1995 — Mariano Guttaduro — ritiratosi e trasferitosi in Sicilia nel 1995, morto nel 2001.

## Membri storici conosciuti
Regime Marino (San Josè/Contea di Santa Clara)
- Capo 1942-1957 — Giuseppe "Joseph" Cerrito — promosso a sottocapo nel 1957.
- Capo 1957-1978 — Angelo Marino — diventato boss nel 1978.
- Capo 1978-1986 — Antonio "Tony" Scavuzzo — morto di cause naturali nel 1986.
- Capo 1986-1989 — Salvatore "Sal" Marino — imprigionato nel 1989-1998, ritiratosi nel 1998.
- Soldato - 1968-1995 — Carlo America — ritiratosi nel 1995.
  - Soldato 1942-1978 — Salvatore Cerrito — morto nel 1978.
  - Soldato 1942-1982 — Salvatore A. Vassallo — morto nel 1982.
  - Soldato 1942-1988 — Pietro "Pete Mayo" Misuraca — morto di cause naturali nel 1988.
  - Soldato 1946-1995 — Thomas D. "Tom" Napolitano — ritiratosi nel 1995, morto nel 2012.
  - Soldato 1961-1983 — Dominick "Dom" Anzalone — morto per cause naturali nel 1983.
  - Soldato 1967-1995 — Frank Maestri — ritiratosi nel 1995, morto di cause naturali nel 2008.
  - Soldato 1962-1995 — Vito "Frank" Adragna — ritiratosi nel 1995, morto nel 2008.
  - Soldato ca. 1960-1995 — Larry Bracco — ritiratosi nel 1995.
  - Soldato ca. 1960-1995 — Joseph Piazza — ritiratosi nel 1995, morto nel 2005.
  - Soldato ca. 1960-1995 — Antonio "Tony D." Ditri — ritiratosi nel 1995, morto nel 2005.
  - Soldato ca. 1960-1995 — Donato "Dan" Ditri — ritiratosi nel 1995.
  - Soldato 1982-1995 — Thomas "Tom" Novello — ritiratosi nel 1995, ora manager aziendale
  - Soldato Philip O. Morici — promosso a consigliere nel 1966.  
    - Soldato 1942-1963 — Anthony "Tony" Morici — morto nel 1963.
    - Soldato 1942-1976 — Alessio "Alex" Cammarata — morto nel 1976.
    - Soldato 1942-1994 — Salvatore "Sal C." Costanza — morto nel 1994.
    - Soldato 1942-1978 — Joseph Chiri — morto nel 1978.
    - Soldato ca. 1960-1995 — Joseph Louis Piazza — ritiratosi nel 1995, morto nel 2005.

Regime Cusenza (Contea di Stanislaus)
- Capo 1942-1961 — Joseph Cusenza — morto in un incidente nel 1961.
- Capo 1961-1995 — Leonardo "Leo" Cusenza — morto nel 1995.
  - Soldato 1942-1987 — Frank Buffa — morto nel 1987.
  - Soldato 1942-1983 — Angelo Giammona — morto nel 1983.
  - Soldato 1942-1985 — Frank Sorce — morto di cause naturali nel 1985.